# Cheirogaleus lavasoensis
Cheirogaleus lavasoensis är en primat i familjen muslemurer som beskrevs som art 2013. Den lever endemiskt i bergstrakten Lavasoa på sydöstra Madagaskar. Området är delvis täckt av torr skog med taggiga växter och delvis av fuktig skog. Enligt de första uppskattningarna är beståndet bara 50 exemplar eller mindre. Arten listas inte än av IUCN.
Arten påminner om Cheirogaleus crossleyi som var längre känd men Cheirogaleus lavasoensis har ett kortare huvud och större öron. Dessutom visade genetiska undersökningar att det är olika arter.
Cheirogaleus lavasoensis når en kroppslängd av cirka 26 cm (huvud och bål), har en ungefär 27 cm lång svans och väger omkring 300 g. Pälsen har på ovansidan en rödbrun (framåt) till gråbrun (bakåt inklusive svans) färg. Arten har svarta ögonringar och den nakna huden på näsan är svart. Även på öronen förekommer många svarta hår. Undersidan är täckt av ljusare till vitaktig päls.
Inget är känt om levnadssättet.